# Yes
 Ovo je glavno značenje pojma Yes. Za progresivni rock sastav pogledajte Yes (sastav).
yes je Unix naredba, obično dostupna na svim *nix operacijskim sustavima kao naredba sustava. Ispisuje y (ako je zadana bez parametara) ili zadani tekst kontinuirano, dok se ne prekine njeno izvođenje.

## Primjeri
Ova naredba može se rabiti za testiranje ponašanja jednoprocesorskih sustava pod opterećenjem, jer njeno izvođenje diže opterećenje procesora na 100 %. Ta karakteristika iskorištena je testiranje MacBook laptopa 2006. godine koji su u to vrijeme imali tvorničkih problema s pregrijavanjem.
Sljedeći kôd:
yes | rm *.txt
ekvivalentan je izvršavanju naredbe rm -f *.txt i ručnom pritiskanju tipke y na tipkovnici.
```
yes
 
Ja
 
sam
 
marljivi
 
suradnik
 
hrvatske
 
wikipedije!
 
|
 
head
 
-1000
 
>
 
suradnik_si_laska.txt

```

Gornji kôd stvorit će datoteku naziva suradnik_si_laska.txt u tekućem direktoriju, čiji je sadržaj tisuću puta ponovljena rečenica koja nažalost previše rijetko odgovara stvarnosti.

## Vanjske poveznice
- http://man7.org/linux/man-pages/man1/yes.1.html